# Battaglia del Talas
La battaglia del Talas (o del Ṭarāz) è un fatto d'arme che ha lasciato, da un punto di vista di diffusione delle tecnologie e delle culture materiali, una particolare impronta. Il Corridoio di Hexi, infatti, rimase in mano agli Abbasidi per i successivi 400 anni e non permise alcuna espansione occidentale alla dinastia Tang.

## La battaglia
Dopo che nel 692 la Cina dei Tang era riuscita ad occupare il territorio del bacino del Tarim, i vicini governatori del Ferghana (regione indispensabile per raggiungere il bacino e, di conseguenza, per ottenere il controllo totale sulla porzione centrasiatica della Via della seta), sottoposti a continue razzie dai vicini musulmani, chiesero aiuto al Celeste Impero.
Questi inviò il generale coreano Gao Xianzhi (Kao Sien-chih) con un esercito di 30 000 uomini, al fine di occupare la Transoxiana debellando così una volta per tutte la pressione arabo-islamica lungo il confine costituito dal bacino del Tarim. Per fronteggiare l'esercito cinese, i musulmani (quasi tutti persiani) chiamarono in aiuto il governatore di Samarcanda Ziyād ibn Ṣāliḥ al-Khuzaʿī, per conto del califfo di Baghdad Abu l-Abbas al-Saffah.
Il governatore di Samarcanda giunse nella città di Atlakh con un esercito forte di 50 000 guerrieri, anche se le poco affidabili fonti dell'epoca parlano di addirittura 200 000 fanti. Nonostante la disparità di forze, le due superpotenze militari si scontrarono nei pressi del fiume Talas.
Il fattore cruciale per l'esito dello scontro fu la presenza nell'esercito cinese di 20 000 mercenari turchi Qarluq o Karlouks, i quali durante la battaglia (che si protrasse per 5 giorni) passarono dalla parte dei musulmani e attaccarono alle spalle i Tang sterminandoli.

## Conseguenze
Dopo la disfatta, solo 2 000 dei fanti regolari cinesi furono posti in salvo da Gao Xianzi, mentre il resto dei sopravvissuti cadde in mano musulmana.
Una parte di essi, esperta di sericoltura, fu avviata a Kufa per impiantarvi le prime officine tessili destinate a produrre seta ma un'altra parte ancora era esperta nei processi di fabbricazione della carta, a partire dai cascami vegetali del lino e della canapa.
Per questo scopo il governatore di Samarcanda, il barmecide al-Faḍl b. Yahyā, avviò la costruzione della prima cartiera al di fuori della Cina e poco dopo suo fratello Jaʿfar, a capo dell'amministrazione califfale a Baghdad, fece sorgere nella città nel 794-5 un analogo impianto.
Nel giro di pochi anni molte altre cartiere furono organizzate nella Dār al-Islām, dando modo alla carta di affermarsi progressivamente per numerosi secoli - grazie anche alla sua ottima qualità - anche nei mercati occidentali cristiani, ai danni della più costosa pergamena e del papiro egiziano (qirtāṣ, dal greco khartes), la cui produzione peraltro non finì del tutto. Si deve anche a questo scontro il fatto che gli arabi entrarono in possesso della bussola, che a loro volta introdussero in Europa nel XII secolo.
Dal punto di vista militare, questa disfatta pose fine all'espansione cinese verso l'Occidente, prolungò di un decennio l'influenza tibetana e permise ai musulmani di prendere il controllo della Transoxiana per i successivi quattro secoli. Il controllo di quest'area era economicamente vantaggioso per gli Abbasidi perché sulla Via della Seta.

## Significato storico
Poco dopo la battaglia di Talas, la ribellione interna di An Lushan (755-763) diede agli arabi l'opportunità di espandersi ulteriormente in Asia centrale mentre l'influenza Tang nella regione si ritirava. I tributari Tang locali passarono quindi all'autorità degli Abbasidi, dei Tibetani o degli Uiguri e l'introduzione dell'Islam fu così facilitata tra i popoli turchi.
Fu la ribellione di An Lushan e non la sconfitta di Talas che pose fine alla presenza cinese Tang in Asia centrale e li costrinse a ritirarsi dallo Xinjiang-Talas non aveva alcuna importanza strategica, perché gli arabi non avanzarono ulteriormente dopo la battaglia.
Una piccola minoranza di Karluki si convertì all'Islam dopo la battaglia. La maggior parte dei Karluki non si convertì fino alla metà del X secolo sotto il Sultano Satuq Bughra Khan quando fondarono il Khanato Kharakanide. Ciò accadde molto tempo dopo che la dinastia Tang era scomparsa dall'Asia centrale.
Abu l-Abbas al-Saffah, le cui forze erano conosciute in Cina come "Heh-i Ta-shih" (cioè "gli Arabi vestiti di nero"), spese le sue ricchezze in guerra. Morì nell'anno 752. Suo fratello che gli succedette come il secondo califfo abbaside Abū Jaʿfar al-Manṣūr (754-775 d.C.) (A-p'uch'a-fo) aiutò l'imperatore cinese Su Zong il quale aveva chiesto aiuto durante la Ribellione di An Lushan nel riconquistare il controllo della sua capitale Chang'an dal perfido comandante An Lushan. Abū Jaʿfar al-Manṣūr rispose inviando 4 000 uomini che aiutarono le truppe Tang a riconquistare la città e furono ben ricompensati dall'Imperatore cinese. Dopo che la ribellione fu repressa, fu loro permesso di stabilirsi definitivamente in Cina, contribuendo alla fondazione delle prime comunità musulmane in Cina. Alcuni di loro sposarono donne cinesi e i loro discendenti diventarono musulmani nativi che mantennero la loro tradizione religiosa e il loro unico modo di vivere.
Nel 760, un massacro su vasta scala di ricchi mercanti arabi e persiani avvenne in Cina durante il massacro di Yangzhou, per mano di ribelli cinesi guidati da Tian Shengong. Nell'879, durante il massacro di Guangzhou, da 120 000 a 200 000 mercanti stranieri musulmani arabi, persiani zoroastriani, ebrei e cristiani di Guangzhou furono massacrati dai ribelli cinesi sotto Huang Chao.
La cultura dell'Asia centrale, un tempo un misto di influenze persiane, indiane e cinesi, scomparve sotto le lotte di potere tra gli imperi arabi, cinesi, turchi, tibetani e uiguri. L'Islam crebbe come forza culturale dominante dell'Asia centrale.
Tra i primi a proclamare l'importanza di questa battaglia ci fu il grande storico russo Vasily Bartold, secondo il quale "i primi storici arabi, occupati a narrare eventi che si svolgevano nell'Asia occidentale, non menzionano questa battaglia, ma è indubbiamente di grande importanza nella storia del Turkestan (occidentale) in quanto determina la questione di quale delle due civiltà, se quella cinese o quella musulmana, dovrebbe predominare nella terra (del Turkestan)."
Secondo Bartold, per la storia dei primi tre secoli dell'Islam, al-Tabari era la fonte principale. La sua opera è stata tramandata fino ad oggi nella raccolta di Ibn al-Athīr. È solo in Athir che troviamo un resoconto del conflitto tra arabi e cinesi del 751. Né Tabari né le prime opere storiche degli Arabi che ci sono pervenute in generale ne fanno menzione; tuttavia, la dichiarazione di Ibn al-Athīr è completamente confermata dalla storia cinese della dinastia Tang. In tutte le fonti arabe, gli eventi accaduti nella parte orientale dell'impero sono spesso trattati brevemente.  Un'altra importante fonte d'informazioni sulla battaglia sul lato musulmano fu al-Dhahabi (1274-1348).
La battaglia di Talas non segnò la fine del buddhismo o dell'influenza cinese nella regione. I buddhisti del Khanato Kara-Khitan sconfissero i musulmani Selgiuchidi turchi e i musulmani kara-khanidi, anch'essi turchi, nella battaglia di Qatwan nel 1141, conquistando una grande parte dell'Asia centrale dal Khanato musulmano Kara-Khanide nel XII secolo. I kara-khitani reintrodussero anche il sistema cinese del governo imperiale, dal momento che la Cina era ancora rispettata e stimata nella regione anche tra la popolazione musulmana, e i kara-khitani usavano il cinese come lingua ufficiale principale. I governanti kara-khitani erano chiamati "cinesi" dai musulmani.
Il professor Denis Sinor ha affermato che è stata l'interferenza negli affari interni del Khaganato turco occidentale, e non la battaglia di Talas, che ha posto fine alla supremazia cinese in Asia centrale, poiché la distruzione del Khaganato occidentale ha liberato i musulmani dal loro più grande avversario.
Più tardi durante il regno del Califfo abbaside Hārūn al-Rashīd, gli arabi interruppero la loro alleanza con l'impero tibetano e stabilirono un'alleanza con la Cina dopo aver inviato ambasciatori in Cina nel 789.

### La fabbricazione della carta

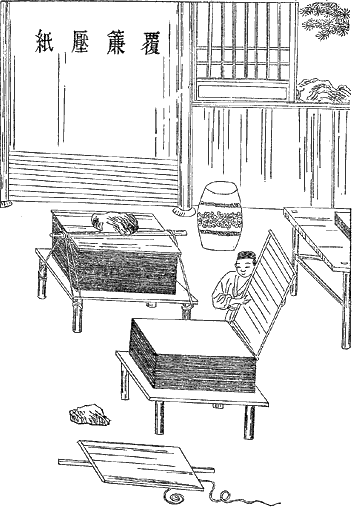
Uno dei cinque principali passaggi nell'antica lavorazione della carta cinese.

La battaglia del Talas fu un evento chiave nella trasmissione della tecnologia della fabbricazione della carta. Dopo di essa, ai prigionieri di guerra cinesi esperti fu ordinato di produrre carta a Samarcanda. In effetti, la carta di alta qualità era stata conosciuta e trasformata in Asia centrale per secoli (è stata scoperta una lettera su carta a un mercante di Samarcanda risalente al IV secolo), ma la conquista islamica dell'Asia centrale tra la fine del VII e l'inizio dell'VIII secolo ha aperto questa conoscenza per la prima volta a quello che è diventato il mondo musulmano. Entro l'anno 794, la produzione di carta poteva essere effettuata a Baghdad, nell'Iraq moderno. La tecnologia della fabbricazione della carta fu così trasmessa, rivoluzionando il mondo islamico e, successivamente, l'Europa. La fabbricazione stessa era un segreto di stato, e solo alcune località e monaci buddhisti ne conoscevano la tecnologia. Per inciso, la carta venne trasportata e commerciata a molti chilometri di distanza dai luoghi in cui veniva realizzata come un prodotto di lusso cinese. Il suo reperimento in una determinata città non è una prova della sua produzione, ma del suo utilizzo.

## Le conseguenze geopolitiche
A parte il trasferimento della carta, non ci sono prove a supporto di un cambiamento geopolitico o demografico derivante da questa battaglia. In effetti sembra che l'influenza Tang sull'Asia centrale si sia addirittura rafforzata dopo il 751 e che entro il 755 il potere Tang in Asia centrale fosse al suo apice. Molti dei fattori dopo la battaglia erano stati presi in considerazione prima del 751. In primo luogo, i Karluki non erano mai stati in alcun modo opposti ai cinesi dopo la battaglia. Nel 753, il karluko Yabgu Dunpijia si presentò sotto la colonna di Cheng Qianli e catturò A-Busi, un mercenario cinese tradito dal capo dei Tongluo (Tiele) (che aveva disertato prima nel 743) e ricevette il titolo a corte il 22 ottobre. Lo storico cinese Bai Shouyi scrisse che, inoltre, nello stesso momento in cui nel Talas ebbe luogo la battaglia, i Tang mandarono anche un esercito dalla città di Shibao nel Qinghai a Suyab e consolidarono il controllo cinese sul Turgesh.
L'espansione cinese in Asia centrale non si fermò dopo la battaglia; il comandante cinese Feng Changqing, che prese il posto a Gao Xianzhi attraverso Wang Zhengjian, praticamente spazzò la regione del Kashmir e catturò Gilgit poco dopo due anni. Persino Tashkent ristabilì il suo status di vassallaggio nel 753, quando i Tang conferirono un titolo al suo sovrano. L'influenza cinese ad ovest delle montagne del Pamir non cessò certamente; gli stati centroasiatici sotto il controllo musulmano, come Samarcanda, continuarono a chiedere aiuto ai Tang contro gli arabi nonostante Talas e quindi nel 754, tutti e nove i regni del Turkestan occidentale inviarono nuovamente petizioni ai Tang per attaccare gli arabi, ma i Tang continuarono a rifiutare tali richieste come fecero per decenni. Ferghana, che aveva partecipato alla battaglia in precedenza, si era infatti unita con l'esercito cinese tramite una convocazione ed era entrata nel Gansu durante la rivolta di An Lushan nel 756.
Lo storico Bai notò anche che i rapporti tra i cinesi e gli arabi non peggiorarono, poiché gli Abbasidi, come i loro predecessori (dal 652), continuarono a inviare ininterrottamente le ambasciate in Cina dopo la battaglia. Tali visite hanno avuto complessivamente come risultato 13 doni diplomatici tra il 752 e il 798. Neanche tutte le tribù turche della regione si convertirono all'Islam dopo la battaglia: la data della loro conversione di massa all'Islam avvenne molto più tardi, nel X secolo sotto Musa.